# Pierpaolo De Negri
Pierpaolo De Negri (Génova, Italia, 5 de junio de 1986) es un ciclista italiano. 
El 8 de febrero de 2018 fue suspendido de manera provisional por la UCI tras haber dado positivo en un control antidopaje realizado el 21 de diciembre de 2017. El 4 de noviembre de 2019 fue confirmada la sanción hasta febrero de 2022.

## Palmarés
2012
- Trofeo Matteotti

2013
- 1 etapa del Tour de Japón

2014
- 1 etapa del Circuito de las Ardenas
- 1 etapa del Tour de Japón

2015
- 1 etapa de la Vuelta a Eslovenia

2016
- 1 etapa del Tour de Hokkaido

## Resultados en Grandes Vueltas
| Carrera | Carrera         | 2010 | 2011 | 2012  | 2013 | 2014 | 2015  | 2016 | 2017 |
| ------- | --------------- | ---- | ---- | ----- | ---- | ---- | ----- | ---- | ---- |
|         | Giro de Italia  | —    | —    | 120.º | —    | —    | 108.º | —    | —    |
|         | Tour de Francia | —    | —    | —     | —    | —    | —     | —    | —    |
|         | Vuelta a España | —    | —    | —     | —    | —    | —     | —    | —    |

—: no participa

Ab.: abandono